# Факультетские картины

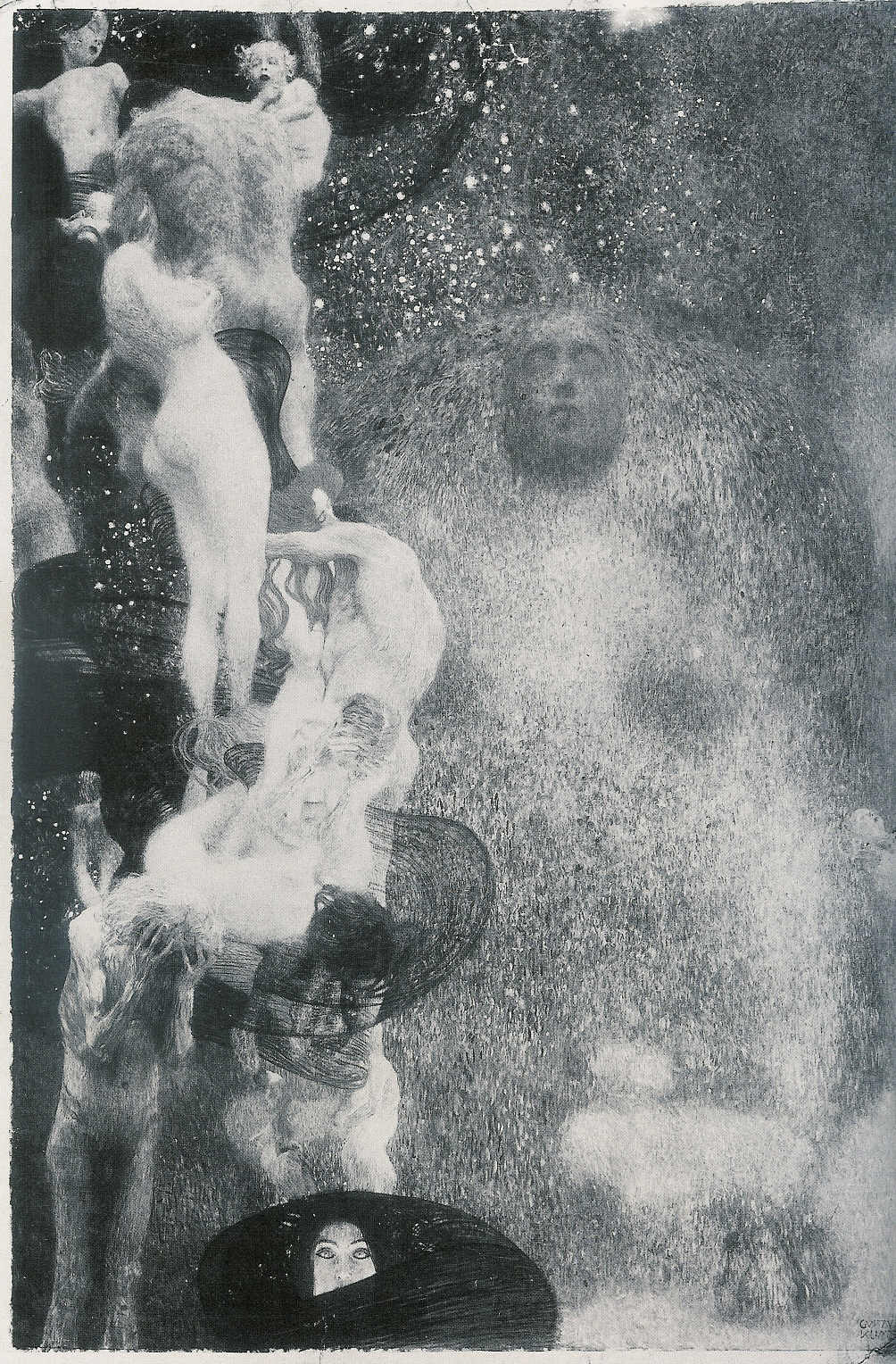
«Философия»

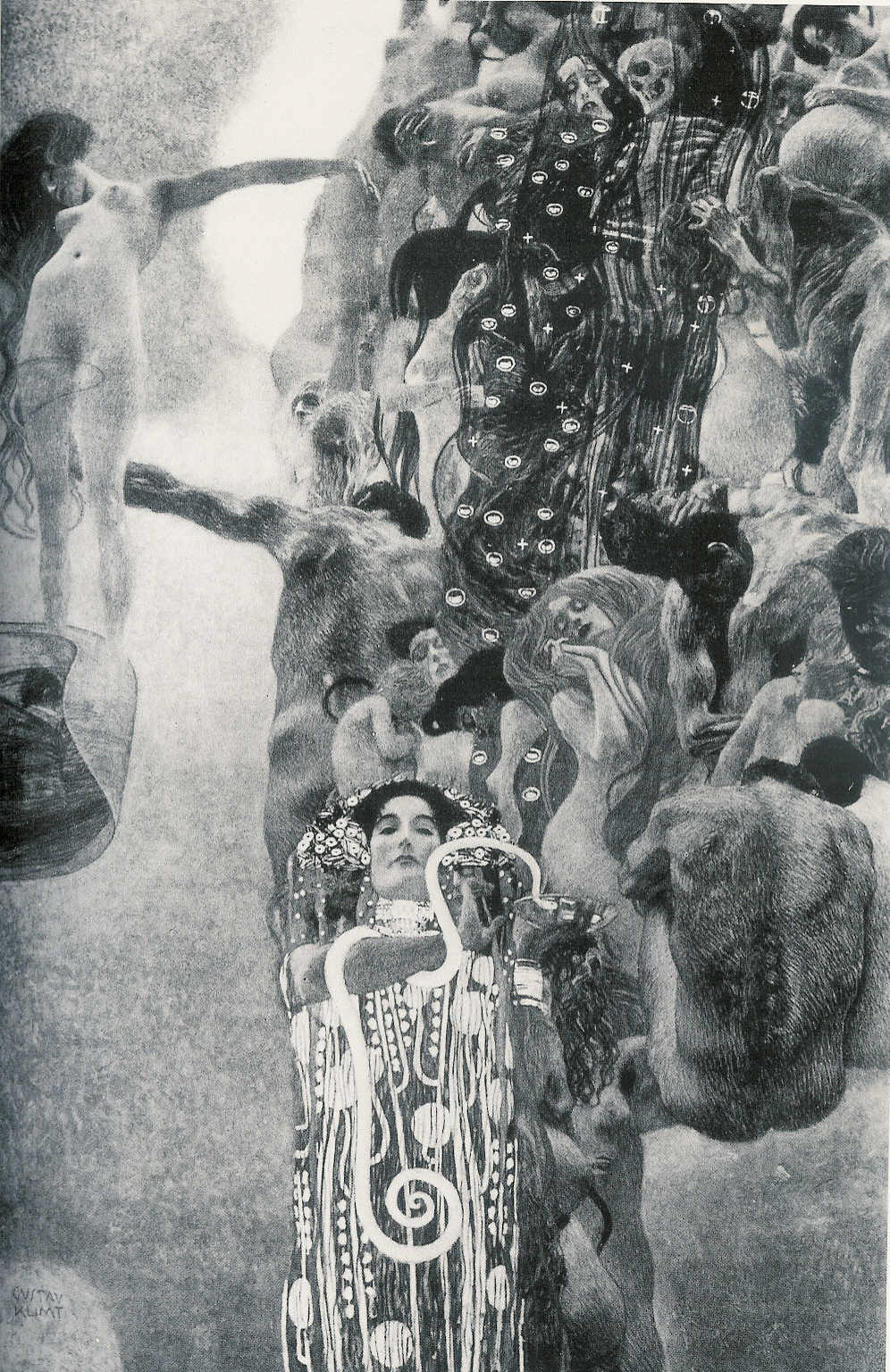
«Медицина»

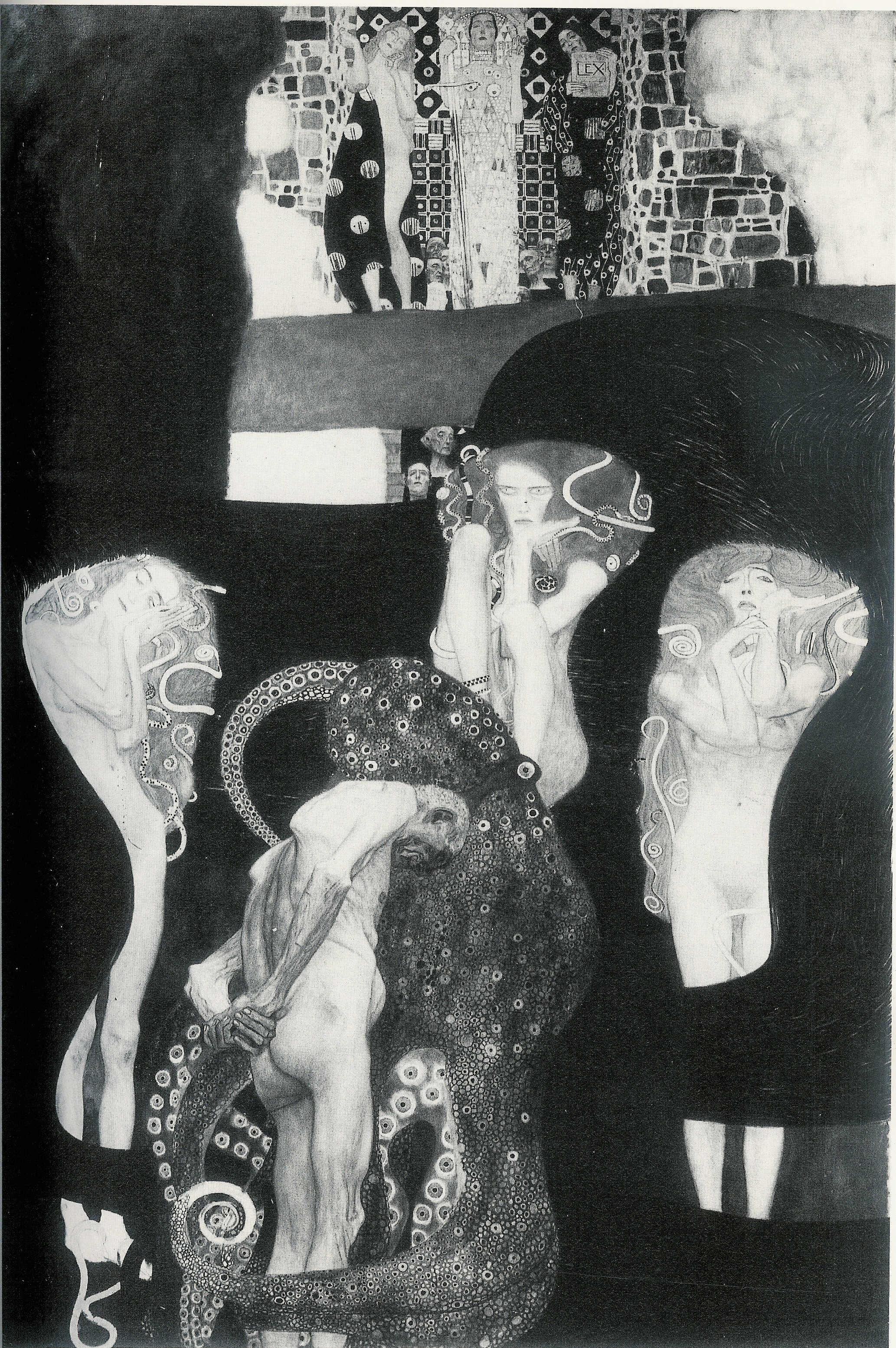
«Юриспруденция»

«Факультетские картины» (нем. Fakultätsbilder) — общее название четырёх картин, созданных для украшения потолка большого актового зала в здании Венского университета. На картинах в аллегорической форме были изображены четыре классических факультета, имевшихся в европейских университетах. По мнению Альмы Малер-Верфель, «факультетские картины», слишком современные, слишком значимые, были самым сильным из того, что когда-либо написал Климт.
Монументальное здание Венского университета на Рингштрассе было возведено в 1883 году по проекту Генриха фон Ферстеля. Потолочный живописный декор в большом актовом зале предусматривался архитектором изначально, но от него пришлось отказаться из-за нехватки средств. В 1894 году министерство просвещения Австрии разместило заказ на четыре картины для большого актового зала у Густава Климта и Франца Мача. Климту были поручены картины о философии, медицине и юриспруденции, а Мачу — о теологии.
Первая из трёх факультетских картин Климта «Философия» впервые была представлена публике на 7-й художественной выставке Венского сецессиона в 1900 году и представляла собой вместо традиционной аллегории символистскую картину с натуралистически изображёнными обнажёнными людьми, за что подверглась жёсткой критике со стороны общественности и, прежде всего, профессорского состава университета. Подход Климта к образу философии совершенно не соответствовал ни заданию заказчика, ни представленным ранее эскизным наброскам и выражал глубоко пессимистичное и критическое отношение к будущему науки. В том же году картина «Философия» была продемонстрирована на Всемирной выставке в Париже и удостоилась там не только похвал, но и золотой медали. Картина «Медицина» также произвела фурор. Считается, что именно споры вокруг первых двух факультетских картин повлияли на ещё более агрессивные образы в картине «Юриспруденция». Накал страстей с обеих сторон конфликта был настолько велик, что о компромиссе не могло быть и речи. Климт отказался от восхваления четырёх научных дисциплин, вместо их возвышения он продемонстрировал их пределы, отбросив историческую традицию воспроизведения персонажей, он перегрузил зрителя натуралистическими изображениями нагих тел в сложно зашифрованной символике. Столкнувшись с климтовским антиакадемизмом, министерство культуры и образования, а с ним и пресса пришли в ужас, комментарии критиков варьировались от осторожного «мы боремся не против голого и свободного искусства, а против уродливого искусства» до категорического «эта картину мы не можем считать произведением искусства». Климт выступил в газете Wiener Morgenzeitung с заявлением о том, что у него нет времени на перебранки, чтобы отвечать одним и тем же упрямцам. «Если моя картина готова, я не хочу тратить ещё месяцы на то, чтобы оправдаться перед кучей народа. Для меня важно не то, скольким она нравится, а кому она нравится. И тем я удовлетворён», — объяснил художник. В 1901 году Климт написал картину «Золотые рыбки», которую поначалу хотел назвать «Моим критикам». По меткому выражению Феликса Зальтена, она могла бы называться и «Гёц фон Берлихинген».
Разногласия между художником и заказчиком получили название «художественный скандал» и послужили средствам массовой информации поводом обсудить не только положение университетской науки в обществе, но и смысл и цели государственной поддержки искусства, нравственность искусства и возможности влияния на свободу художника. Во избежание дальнейших разбирательств Климт, уже получивший за свои работы аванс из государственных средств, при поддержке почитателей своего таланта, прежде всего, Августа Ледерера выкупил свои картины в 1905 году. Так три «факультетские картины» оказались в частном собрании. А Климт принял решение больше никогда не брать заказы от государства.
Конфликт вокруг символистских «факультетских картин» оказал влияние на дальнейшее творчество художника. Густав Климт полностью отказался от государственных заказов и обратился преимущественно к портретной и пейзажной живописи. В результате такой смены направления в творчестве Климт создал много всемирно известных произведений, как, например, «Портрет Адели Блох-Бауэр» (1907) и «Поцелуй» (1907—1908).
В 1944 году «Юриспруденция» и «Философия» из коллекции Ледереров были проданы галерее Бельведер бывшим мужем их дочери Вольфгангом Бахофеном фон Эхтом. Во время Второй мировой войны они хранились в замке Иммендорф близ Вуллерсдорфа в Нижней Австрии. В конце войны дворец был сожжён отступавшими войсками СС вместе со всеми хранившимися в нём художественными ценностями. От трёх «факультетских картин» в настоящее время сохранились только эскизы и чёрно-белые фотографии оригиналов. Четвёртая «факультетская картина», выполненная Мачем в привычном для того времени эклектичном стиле под Макарта, оставалась в собственности Венского университета и хранилась в стенах теологического факультета.